# Haimar Zubeldia
Haimar Zubeldia Agirre (født 1. april 1977 i Usúrbil, Guipúzcoa, Spanien) er en tidligere cykelrytter. Haimar blev professionel på Euskaltel-Euskadi i 1998, og blev hos det "baskiske landshold" helt til 2009-sæsonen da han gik over til Astana. Sammen med Iban Mayo, var Haimar Zubeldia en af Euskaltels vigtigste ryttere. De var kaptajnerne på holdet, som gik efter at vinde sammenlagt i store løb som Tour de France og Vuelta a España. Det var også i Tour de France han har fået sit bedste resultat, da han i 2003 blev nummer fem sammenlagt. Her slog han til i bjergetaperne hvor de leverede gode præstationer. Men hans bedste egenskab er hans evne til at være stabil over en længere periode. Han vinder sjældent, men når han er i form er han altid med og hænger med de aller bedste i bjergene. Han er meget populær i Baskerlandet, og sammen med Iban Mayo var der altid mange baskere til stede når Tour feltet ramte Pyrenæerne. Han kørte meget stærkt både på enkeltstarterne og i bjergene, og endte til sidst på en ottende plads sammenlagt.
Zubeldia blev nummer fem samlet i Tour de France 2007.